# Bhandara (huyện)
Huyện Bhandara là một huyện thuộc bang Maharashtra, Ấn Độ. Thủ phủ huyện Bhandara đóng ở Bhandara. Huyện Bhandara có diện tích 3890 ki lô mét vuông. Đến thời điểm năm 2001, huyện Bhandara có dân số 1135835 người.